# 2888 Hodgson
2888 Hodgson је астероид главног астероидног појаса са средњом удаљеношћу од Сунца која износи 2,257 астрономских јединица (АЈ).
Апсолутна магнитуда астероида је 13,1.